# Maurício Machado
Maurício Machado (Rio de Janeiro, 12 de junho de 1972) é um ator profissional desde 1987. Brasileiro, com cidadania portuguesa. Participou de mais de 30 montagens teatrais com os maiores encenadores do país, com versatilidade entre todos os gêneros, do besteirol ao drama. E quase sempre como protagonista em personagens clássicos, da literatura ou contemporâneos. Encarou por 2 vezes o desafio de atuar em monólogo, Solidão, a comédia (de Vicente Pereira) e Festa, A Comédia (em comemoração aos seus 30 anos de carreira na ocasião; e escrito em 5 cenas por autores distintos: Walcyr Carrasco, Alessandro Marson, Heloísa Périssé com Sill Esteves, Daniele Valente e Vincent Villari). Os 2 monólogos tiveram ambos, enorme sucesso e repercussão com a crítica, e estiveram por muito tempo em cartaz. No teatro foi inúmeras vezes indicado como Melhor Ator em vários prêmios importantes (Mambembe, Coca-Cola, Apetesp, Zilka Salaberry, etc). E em 2019 venceu o Prêmio Cenym, e foi eleito melhor ator nacional do Teatro brasileiro, por sua atuação como Franz Kafka, em Um Beijo em Franz Kafka. 
Na TV fez inúmeras participações, mas sua grande estreia veio com a oportunidade em Alma Gêmea (TV Globo), na sequência vieram: Cidadão Brasileiro (Rede Record), Cama de Gato (TV Globo), Cordel Encantado (TV Globo), Chiquititas (SBT) e A Lei do Amor (TV Globo). Foi par ainda de Ingrid Guimarães no quadro Leandra Borges no Fantástico (TV Globo).
Gestor e Curador Artístico de seu próprio Teatro, o Teatro J. Safra na capital paulistana, que em julho de 2024 completa 10 anos de existência. Participou de vários curta-metragens, filmes institucionais como Ator ou apresentador, e em eventos públicos e corporativos como MC. Atualmente está em cartaz na montagem brasileira de O Veneno do Teatro em dueto com o ator Osmar Prado.

## Televisão
| Televisão | Televisão          | Televisão        | Televisão                | Televisão |
| Ano       | Título             | Papel            | Notas                    |           |
| --------- | ------------------ | ---------------- | ------------------------ | --------- |
| 2006      | Alma Gêmea         | Baltazar Alvarim |                          |           |
| 2006      | Cidadão Brasileiro | Henrique         |                          |           |
| 2009      | Cama de Gato       | Pink             |                          |           |
| 2010      | Fantástico         | DJ               | (Quadro: Leandra Borges) |           |
| 2011      | Cordel Encantado   | Silvério Duarte  |                          |           |
| 2014      | Chiquititas        | Edgard           |                          |           |
| 2016      | A Lei do Amor      | Arlindo Nacib    |                          |           |

## Cinema
| 2016 | Magal e os Formigas         |       |
| 2005 | A Viúva da Rua Síria        | Padre |
| 2004 | O Homem que Não Era Francês | —     |